# Ficus edanoi
Ficus edanoi là một loài thực vật có hoa trong họ Moraceae. Loài này được Merr. mô tả khoa học đầu tiên năm 1921.